# Trattato di Altmark
Il trattato o tregua di Altmark (anche noto come trattato di Stary Targ, in polacco Rozejm w Altmarku, in svedese Stillståndet i Altmark), dal nome della località in cui fu firmato (oggi nota come Stary Targ, un insediamento situato in Polonia e non troppo distante da Danzica), fu un'intesa sottoscritta il 26 settembre 1629 dalla Confederazione polacco-lituana e dall'impero svedese. Con un termine di validità che si estendeva fino al 1635, l'accordo mise fine alla guerra polacco-svedese del 1626-1629 esplosa nell'ambito della più ampia guerra dei trent'anni.

## Contenuto
La tregua permise alla Svezia di mantenere il controllo della Livonia e della foce della Vistola, malgrado la nazione scandinava dovette abbandonare la maggior parte del Ducato di Prussia ad eccezione delle città costiere. La Confederazione polacco-lituana, altra controparte impegnata nella firma del trattato, riuscì a riottenere il possesso di alcune aree perdute durante l'invasione del 1625. La maggior parte della Livonia a nord del fiume Daugava passò all'impero svedese (originando la cosiddetta Livonia svedese), mentre la Letgallia, ovvero la zona sud-orientale, rimase sotto il dominio polacco. La Svezia ricevette il diritto di ricevere due terzi di tutti gli introiti derivanti dai dazi sulla navigazione nei porti polacchi, inclusi Danzica, Elbląg e quelli del Ducato di Prussia, per sei anni. I pedaggi navali furono funzionali a finanziare il coinvolgimento della Svezia nella guerra dei trent'anni.
La tregua di Altmark venne firmata poco dopo che la nazione scandinava aveva perso contro la Polonia guidata dall'etmano Stanisław Koniecpolski e dalle truppe del Sacro Romano Impero nella battaglia di Trzciana, terminata con la quasi cattura del re Gustavo Adolfo di Svezia. Quest'ultimo fu ferito più volte e salvato miracolosamente da uno dei suoi uomini, il quale riuscì a portarlo in salvo.
Il Sejm polacco non impose nuove tasse per pagare i soldati dell'esercito imperiale che combattevano sotto Hans Georg von Arnim-Boitzenburg e il basso morale fece sì che alcuni di loro si ammutinassero o passassero tra le file della Svezia. Diversi altri Paesi intervennero diplomaticamente, circostanza che alla fine costrinse Sigismondo III di Polonia a dichiararsi disponibile a giungere a una tregua.
Nel 1635, anno in cui si prevedeva la scadenza dell'intesa, la tregua fu estesa per mezzo del trattato di Stuhmsdorf, con il risultato che Stoccolma rinunciò ai porti prussiani mentre Cracovia cedette la maggior parte della Livonia, incluso il fondamentale centro costituito da Riga, preservando però la regione della Letgallia.